# Fieffes-Montrelet
Fieffes-Montrelet là một xã ở tỉnh Somme, vùng Hauts-de-France, Pháp.

## Địa lý
Thị trấn này tọa lạc trên đường D49, khoảng 20 dặm Anh về phía đông của Abbeville.
Năm 1975, hai xã Fieffes và Montrelet được hợp nhất.

## Dân số
| 1962                                                           | 1968 | 1975 | 1982 | 1990 | 1999 |
| -------------------------------------------------------------- | ---- | ---- | ---- | ---- | ---- |
| 267                                                            | 306  | 274  | 279  | 291  | 299  |
| Số liệu điều tra dân số từ năm 1962, dân số không tính hai lần |      |      |      |      |      |